# Nació Koi
La Nació Koi de la ranxeria Lower Lake és una tribu reconeguda federalment de pomo del sud-est al comtat de Sonoma (Califòrnia). Llur nom per la tribu és Nació Koi del Nord de Califòrnia, per llur vila tradicional, Koi, una vegada situada a l'illa al llac Clear.

## Govern
La ranxeria Lower Lake té la seu a Santa Rosa (Califòrnia). En 1961 la tribu s'organitzà sota els Articles d'Associació. En juny de 2008 fou ratificada una nova constitució que substituí els Articles d'Associació. La tribu és governada per un consell de cinc persones de la comunitat escollit democràticament. El cap tribal és Darin Beltran

## Història
El poble Koi formava part dels pomo del sud-est que vivien al centre-nord de Califòrnia durant mil·lennis. Pescaven, caçaven i recollien. En el segle xix els europeus-americans van invadir ràpidament les terres pomo. El govern dels Estats Units va signar dos tractats amb els pomo en 1851-1852 que va definir el territori pomo; però, aquests tractats mai van ser ratificats pel Congrés. En 1856 el govern dels Estats Units va desallotjar per la força a molts pomo d'una reserva al comtat de Mendocino però els Koi es van mantenir a la seva illa.
En 1870 els Koi van participar en el moviment Ghostdance. Pel 1871 llurs llars foren cremades i destruïdes pels europeus-americans i la seva població es va veure molt reduïda pels assassinats, malalties i esclavatge. El govern federal els va assegurare una parcel·la de terra anomenada Purvis Flat, que esdevindria la ranxeria Lower Lake, per als Koi sense llar. Aleshores la Bureau of Indian Affairs declarà la terra "inhabitable" en 1937; tanmateix, la BIA va modificar la seva opinió i va exigir que els Koi havien de viure a la terra o hi perdrien els seus drets. El 1950 hi vivien set famílies tribals. El 1956 la tribu va vendre la terra a comtat de Lake (Califòrnia) per usar com a aeroport; tanmateix, el govern federal mai va "terminar" el seu reconeixement de la tribu. La BIA finalment va reafirmar el reconeixement tribal de la ranxeria Lower Lake el 29 de desembre del 2000.